# Пааво Руотсалайнен
Пааво Руотсалайнен (фін. Paavo Ruotsalainen швед. Påhl Henrik Ruotsalainen; 9 липня 1777, Лапінлахті, Велике князівство Фінляндське — 27 січня 1852, Нільсія, Велике князівство Фінляндське) — фінський лютеранський проповідник-мирянин, лідер одного з рухів віри.

## Життєпис
Пааво народився в сім'ї заможного селянина Вілппу Руотсалайнена і Анни Гелени Сван, доньки пастора.
Хлопчик рано навчився читати і отримав від свого дядька в подарунок Біблію, яку вже у дитинстві прочитав кілька разів.
На іспитах показав відмінні знання, але систематичного навчання не отримав, залишаючись самоучкою.
Сам Пааво говорив, що закінчив «Академію соснової фабрики».
В кінці XVIII століття у Фінляндії почалося чергове пробудження, коли Євангеліє почали проповідувати миряни.
Одним з лідерів руху став коваль Яакко Геґман поїздка до якого в 1799 змінила життя юнака. Крім духовних повчань проповідник подарував Пааво молитовник Томаса Уїлкокса «Дорогі краплі меду».
Натхненний юнак сам починає проповідувати і досить швидко навколо нього утворилася група послідовників; особливо значущою стала допомога заможного селянина Лаурі Юхана Нісканена.
Проте матеріальне становище Пааво залишалося складним.
У 1817 він з групою селян з навколишніх сіл намагався емігрувати до Польщі, приваблений чутками про те, що там безкоштовно роздають землі. Однак поїздка закінчилася у Виборзі, так як Пааво мав протермінований паспорт. Згодом Пааво ще кілька разів змінював місце проживання, поки не влаштувався остаточно на острові Ахолансаарі.
У 1822 Пааво їздив до Петербурга для розмови з єпископом Закаріасу Сігнеусом. У наступному році проповідника відвідав єпископ з Порвоо Йоган Моландер.
У 20-х роках XIX століття на півдні Фінляндії було кілька пієтиських рухів, які досить часто перебували в не дуже дружніх відносинах між собою. Однак Пааво зміг знайти однодумців в особі пастора з Юлівієска Йонаса Лаґуса і помічника пастора з Нівала Нійло Кустаа Малмберга.
Діяльність Руотсалайнена привернула до себе увагу офіційної церковної влади, яка притягнула мирянина-проповідника до суду за порушення конвентикельплакату від 1726 року, який регулював проведення позацерковних духовних заходів. Пааво отримав штраф, однак подібні переслідування тільки згуртували його прихильників.
Пааво здійснював безліч поїздок по країні, проповідуючи Євангеліє. При відсутності можливості користуватися транспортом він йшов пішки. Вважається, що в підсумку загальна протяжність його подорожей склала більше 40 000 кілометрів. Крім Східної Фінляндії, він побував і на півдні країни, в тому числі в Гельсінкі, звідки отримав жартівливе прізвисько «пастор двох єпархій».
Кінець життя Руотсалайнена був затьмарений конфліктом з колишніми однодумцями Генріком Ренквістом (через розбіжності з приводу молитов на колінах) і Фредріком Ґабріелем Гедберґом (з яким сперечався про природу віри, причому робив це в різкій формі, в тому числі порівнював опонента з Іудою), в результаті чого в русі стався розкол. Крім цього Пааво критикували за грубувату мову і вживання алкоголю. На тлі цих негараздів проповідник помер в 1852. На відміну від інших подібних течій (наприклад, лестадіанства) рух Руотсалайнена поступово затих після його смерті.

## Погляди
Руотсайлайнен вчив, що людина нічого не може сама зробити для свого духовного життя. Людина може лише, маючи «віру в тузі», сподіватися на Бога і чекати Його відповіді. Однак, незважаючи на це, грішник повинен прагнути набути впевненості в тому, що Бог заради Ісуса може врятувати і його, тому і в радості, і в печалі людина повинна звертатися до Бога і сподіватися на Нього.

## Згадки в мистецтві
У 1975 фінський композитор Йонас Кокконен на лібрето Лаурі Кокконена написав оперу «Останні спокуси». Головним героєм цієї опери став Пааво Руотсалайнен.